# Bishop Monkton
Bishop Monkton – wieś w Anglii, w hrabstwie North Yorkshire, w dystrykcie (unitary authority) North Yorkshire. Leży 31 km na północny zachód od miasta York i 301 km na północ od Londynu. W 2001 miejscowość liczyła 775 mieszkańców.